# Lasha Pjakadze
Lasha Pjakadze (en georgiano: ლაშა ფხაკაძე; 24 de mayo de 1994) es un deportista georgiano que compitió en tiro con arco, en la modalidad de arco recurvo. En los Juegos Europeos de Bakú 2015 consiguió una medalla de plata en la prueba de equipo mixto.

## Palmarés internacional
| Juegos Europeos | Juegos Europeos   | Juegos Europeos  | Juegos Europeos |
| Año             | Lugar             | Medalla          | Prueba          |
| --------------- | ----------------- | ---------------- | --------------- |
| 2015            | Bakú (Azerbaiyán) | Medalla de plata | Equipo mixto    |